# Sylvain Marcel
Sylvain Marcel (* 1964 in Charlemagne) ist ein kanadischer Film- und Fernsehschauspieler.

## Leben
Marcel war zunächst zehn Jahre lang als Krankenpfleger in Montréal tätig. Parallel zu seiner Tätigkeit als Pfleger nahm er an Castings teil und spielte unter anderem Improvisationstheater. Im Jahr 2000 wurde er als Werbegesicht entdeckt: In rund 40 Werbespots der kanadischen Apothekenreihe Familiprix war er bis 2006 als Apotheker zu sehen und erlangte dadurch Bekanntheit. Zahlreiche Rollen in Film und vor allem Fernsehen folgten, darunter auch Auftritte in verschiedenen Fernsehserien: Von 2004 bis 2006 war Sylvain Teil der Hauptcast des Comedyformats Le Sketch Show und spielte von 2006 bis 2008 in der Kriminalserie Le négociateur in 13 Folgen den Clanchef Léo Piché. In den Kriminalserien 19-2 (2011–2015) und The Killer Inside (2014–2018) war er als Polizist bzw. Kriminalist in Hauptrollen zu sehen.
Valérie Lemercier besetzte Marcel in ihrer Celine-Dion-Hommage Aline – The Voice of Love als Aline Dieus Produzenten und späteren Geliebten und Ehemann Guy-Claude Kamar. Für seine Darstellung wurde Marcel 2022 für einen César in der Kategorie Bester Nebendarsteller nominiert.

## Privates
Marcel war rund 30 Jahre lang drogen- und alkoholabhängig. Er verarbeitete diese Zeit in seinem Buch Aidez-moi!, das 2019 erschien. Zudem tritt er auf Konferenzen auf, um auf das Thema aufmerksam zu machen und Betroffenen zu helfen. Marcel hat vier Söhne aus verschiedenen Beziehungen.

## Filmografie (Auswahl)
- 1994: 4 et demi … (TV-Serie, eine Folge)
- 1997: La vengeance de la femme en noir
- 2000: On n’est pas là pour s’aimer
- 2001: La femme qui boit
- 2001: La loi du cochon
- 2003: Nez rouge
- 2003, 2009: 450, chemin du golf (TV-Serie, fünf Folgen)
- 2004–2006: Le Sketch Show (TV-Serie, 27 Folgen)
- 2006: Que Dieu bénisse l’Amérique
- 2006: Good Cop Bad Cop (Bon Cop, Bad Cop)
- 2006: La vie secrète des gens heureux
- 2006–2008: Le négociateur (TV-Serie, 13 Folgen)
- 2007: Les invincibles (TV-Serie, sechs Folgen)
- 2009: La donation
- 2011: En terrains connus
- 2011: Gerry
- 2011: French Immersion
- 2011–2015: 19-2 (TV-Serie, 24 Folgen)
- 2012–2014: Toute la vérité (TV-Serie, sechs Folgen)
- 2013: Lac Mystère
- 2014: Miraculum
- 2014–2018: The Killer Inside (Mensonges) (TV-Serie, 40 Folgen)
- 2015: Pour Sarah (TV-Serie, zehn Folgen)
- 2016: 9
- 2017: De père en flic 2
- 2019–2021: Les Honorables (TV-Mehrteiler, zehn Folgen)
- 2020: Aline – The Voice of Love (Aline)
- 2023: Crépuscule pour un tueur

## Auszeichnungen
- 2022: César-Nominierung, Bester Nebendarsteller, für Aline – The Voice of Love